# FIFA 07
Fifa Football 2007 er et fodboldspil udgivet af EA i efteråret 2006 til en lang række platforme.
I FIFA 07 kan man blandt andet lave sit eget hold med spillere, man selv har lavet, eller sætte andre spillere fra andre klubber ind på sit hold. Eksempelvis kan man starte karrieredelen og begynde på en lang række sæsoner, hvor man skal spille en masse kampe for sit hold, eller man kan gå på transfermarkedet og købe/sælge spillere.